# Ali Rıza Efendi
Ali Rıza Efendi, född 1839, död 1888 i Selânik (nuvarande: Thessaloníki) i Osmanska riket, var far till Mustafa Kemal Atatürk. 
Ali Rıza Efendis familj kom från  Makedonien vid Kodžadžik, Centar Župa, men han tros vara av albanskt ursprung.
Ali Rıza Efendi var gift med Zübeyde Hanım.